# Burgus Hollenburg

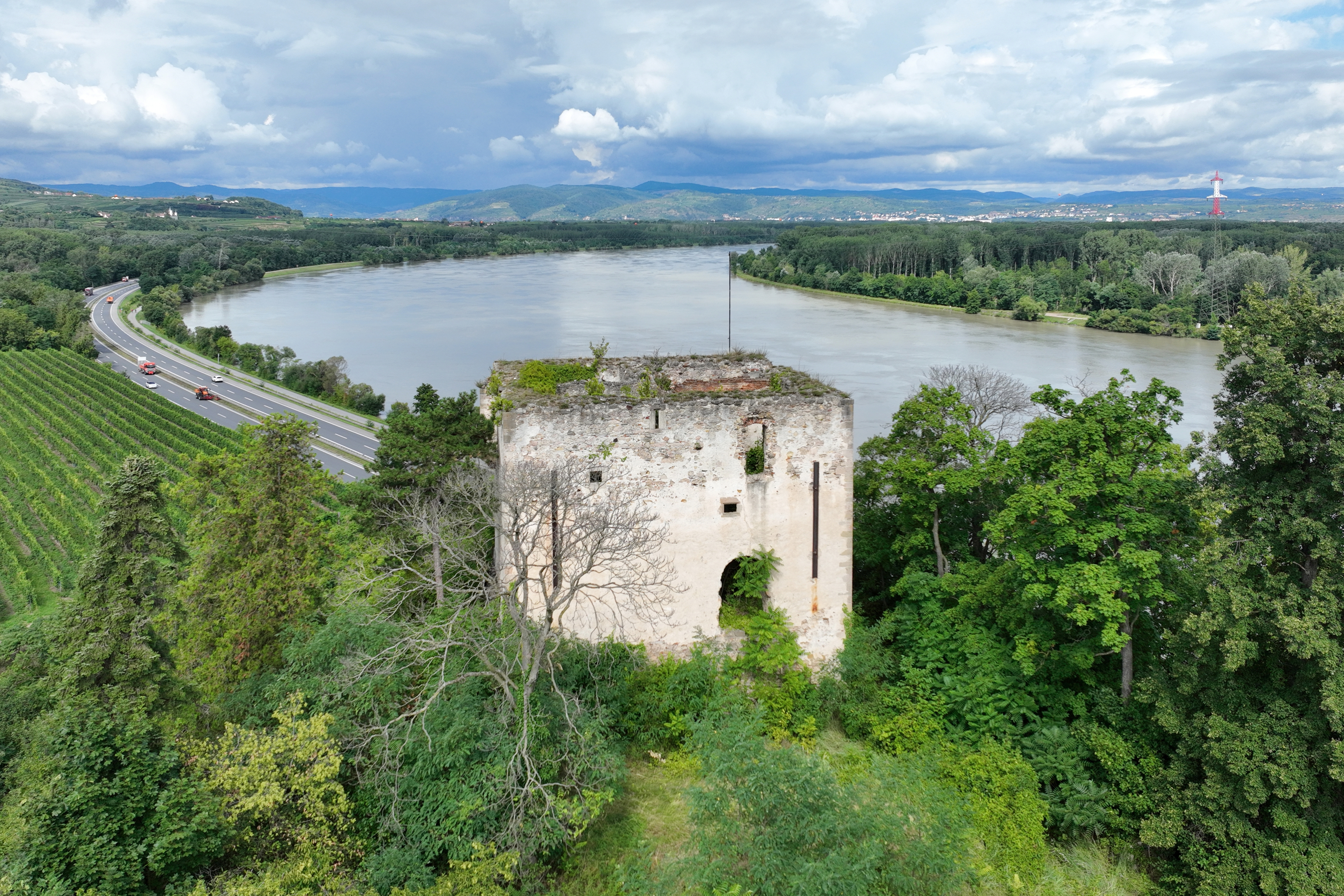
Ruine der Burg Bertholdstein

Der Burgus von Hollenburg war Teil des römischen Donaulimes in Österreich, Bundesland Niederösterreich, Stadt Krems an der Donau/Stadtteil Hollenburg.
Der Wachturm befand sich am Südufer der Donau, beim einstigen nördlichen Vorwerk der Burg Bertholdstein. An einem kegelstumpfförmigen Felsvorsprung fanden sich römische Mauerreste, auf dem Fundamente der Burg eingemottet waren. Sichtbare Überreste sind heute keine mehr vorhanden, da die Fundstelle beim Straßenbau Anfang der 1980er Jahre zerstört wurde. Die Gräberfelder im südwest- und südöstlichen Umland des Burgus stammen größtenteils aus der Spätantike und markieren den Verlauf der antiken Limesstraße über Kleedorf Richtung Südwesten bzw. weiter in Richtung Westen durch Hollenburg.

## Forschungsgeschichte
Schon seit dem 18. Jahrhundert wurde an dieser Stelle eine römische Befestigung vermutet. Dies bestätigte sich beim Bau der Schnellstraße S 33, als unterhalb der Burgmauern 1981 tatsächlich antikes Mauerwerk freigelegt wurde. Die ausgedehnten und bis in die Fundamente sorgfältig vermörtelten Mauerzüge wurden von dem Archäologen Hannsjörg Ubl (Österreichisches Bundesdenkmalamt [BDA]) aber eher als die Überreste eines römischen Kleinkastells mit vorgelagerten doppeltem Grabensystem (Spitz- und trapezförmiger Sohlgraben) angesehen.
2001 kamen unter der Pfarrkirche in Hollenburg Reste eines weiteren römischen Gebäudes zutage. Ob dieser Befund ebenfalls als Burgus angesehen werden kann, ist jedoch unsicher.
Weitere Spuren der Anwesenheit der Römer fanden sich auch in der näheren Umgebung der Burg. In der Flur Kleedorf wurde 1938 auf einem Acker ein Steinkistengrab untersucht, das zwei eng beieinander bestattete Skelette, ein Glasfragment und ein Balsamar enthielt (d. i. ein kleines Glasgefäß für ätherische Öle oder Harze, die u. a. bei Begräbnisfeierlichkeiten Verwendung fanden; solche Balsamare werden häufig als Grabbeigabe gefunden). Bereits 1932 und 1934 wurden auf benachbarten Parzellen ebenfalls zwei ähnliche Gräber geborgen. Heinrich Zabehlicky datierte die Gräber in die zweite Hälfte des 4. Jahrhunderts bis in das 5. Jahrhundert.
Im Jahre 1970 wurden in Kleedorf bei Straßenarbeiten zwei Steinplattengräber geborgen (Herma Stiglitz). Im Grab 2 wurden, neben dem Skelett, auch zusätzlich Knochenüberreste von zwei älteren Bestattungen festgestellt. Ein bronzener Armring lässt sich in die Zeit des 3.–4. Jahrhunderts datieren (BDA, Gustav Melzer).
Bei Planierungsarbeiten im Jahre 1975 wurden auf der Parzelle 697 eine Steinkistenbestattung und zwei bereits gestörte Körpergräber geborgen. Die Fundstelle wurde vom BDA (Alois Gattringer) dokumentiert.
Ubl untersuchte 1981 nordöstlich der Ruine Bertholdstein einen nach drei Seiten etwa 20 m abfallenden Geländesporn nach Norden, der bereits beim Bau des Donaukraftwerks Altenwörth zum Teil abgetragen wurde. Der Felsen wurde dabei im südlichen Bereich gesprengt und ein direkt am hohen Plateau liegender Kegelstumpf mit einem Bagger abgetragen. Es blieben für die Grabungen aufgrund des raschen Baufortschrittes der S 33 nur zwei Tage Zeit. Hier stand einst das Vorwerk (Turmhügel) oder ein älterer Vorgängerbau der Ruine Bertholdstein der gegen das Hinterland zusätzlich durch einen halbkreisförmigen Graben geschützt war. An seiner Basis kam unter mittelalterlichen bis neuzeitlichen Aufschüttungen Mauerwerk zutage, das vom Ausgräber als römerzeitlich eingeordnet wurde. Im östlichen Teil des Grabungsprofils wurde weiters ein doppeltes Grabensystem festgestellt. Mehrere Grubenobjekte mit Keramikresten, die bis in das 5. Jahrhundert datiert werden konnten, wurden ebenfalls angeschnitten. Heute ist die Fundstelle gegen Hangrutschungen mit einem dicken Zementmantel überdeckt. Unmittelbar neben der Burgruine hatte Ubl beim Abgraben wiederum Reste von Mauerwerk angetroffen, das seiner Meinung nach ebenfalls aus der Römerzeit stammen könnte. Weiter westlich wurde auch ein antiker, mit Steinen ausgelegter Brunnenschacht angeschnitten.
2001 wurde vom Verein ASINOE bei der Pfarrkirche von Hollenburg das Presbyterium untersucht. In der Florianikapelle wurden in einer mittelalterlichen Baugrube die Reste eines römerzeitlichen Gebäudes angeschnitten. Ein dort aufgefundener Ziegelstempel datiert das Mauerwerk in das späte 4. Jahrhundert.
Im Jahre 2005 wurde im Ortsgebiet von Hollenburg bei Straßenverbreiterungsarbeiten in einer Böschung wieder mehrere Steinkistenbestattungen entdeckt. Ihre Bergung und Dokumentation nahm der Verein ASINOE (F. Pieler) im Auftrag des Bundesdenkmalamtes vor. Die Untersuchung der benachbarten Grundstückes erbrachte keine weiteren Ergebnisse.

## Denkmalschutz
Die Anlagen sind Bodendenkmäler im Sinne des Denkmalschutzgesetzes. Nachforschungen und gezieltes Sammeln von Funden ohne Genehmigung des Bundesdenkmalamtes stellen eine strafbare Handlung dar. Zufällige Funde archäologischer Objekte (Keramik, Metall, Knochen etc.), sowie alle in den Boden eingreifenden Maßnahmen sind dem Bundesdenkmalamt (Abteilung für Bodendenkmale) zu melden.